# Museo di Carlo Tassi
Il Museo di Carlo Tassi è un museo privato situato a Nus, in Valle d'Aosta.

## Descrizione
Il museo all'aperto prende il nome dall'artista autodidatta e inventore Carlo Tassi (1928-2013), di professione fabbro, che ha dedicato la sua vita a collezionare e ad arricchire di sue opere il giardino della sua abitazione.
Il museo si compone in prevalenza di oggetti di recupero come manichini, giochi antichi e trenini, di oggetti di antiquariato, tra i quali spiccano le corazze, nonché delle opere di Tassi stesso.
Tra queste ultime si trovano le installazioni, che l'inventività meccanica dell'artista ha dotato di movimento, o la serie di modelli in scala dei castelli valdostani, realizzati in ferro e materiali riciclati. Il legno e il ferro sono materiali di predilezione nelle opere dell'estroso di Nus, che si è dedicato anche ad opere più tradizionali come la pittura e l'intarsio.
Carlo Tassi accoglieva i visitatori e curava la visita personalmente, domandando un'offerta libera per devolverla all'Istituto Père Laurent di Aosta.
Poco prima della sua morte, avvenuta nel dicembre del 2013, alcune opere del museo sono state rubate.
L'Amministrazione regionale ha riconosciuto il museo come "luogo d'interesse turistico-culturale". Il museo fa parte del circuito dei Costruttori di Babele.
Dal 2015 la nipote Elena Baldon, che dalla morte dell'artista si occupa del museo insieme alla famiglia, organizza animazioni e l'ha rinominata Casa di Babbo Natale, puntando al pubblico delle famiglie e dei bambini.

### Filmografia
- Carlo Tassi - F-Rammenti, su YouTube, Moebiusfilms, 2008.